# 다닐라 이조토프
다닐라 세르게예비치 이조토프(러시아어: Данила Сергеевич Изотов, 1991년 10월 2일 ~ )는 러시아의 수영 선수이다. 2012년 런던 올림픽에서 동메달을 땄다.